# Euphorbia ingens
Az Euphorbia ingens a Malpighiales rendjébe, ezen belül a kutyatejfélék (Euphorbiaceae) családjába tartozó faj.

## Előfordulása
Az Euphorbia ingens eredeti előfordulási területe Malawi, Mozambik, Zimbabwe, Botswana, a Dél-afrikai Köztársaság keleti fele és Szváziföld.
Manapság a világ számos melegebb égövén dísznövényként termesztik.

## Megjelenése
A szóban forgó növény, kisebb faméretű pozsgás, mely általában 6-8 méter magasra nő meg. A törzse vastag, az ágai zöldek, keresztmetszetük pedig kerek. A koronája gömbalakot vesz fel. A kandeláberszerű ágai ötoldalúak és 3,5-7,5 centiméter vastagok. A hajtásai szelvényezettek, és sötétzöldek. A fiatal hajtásokon, párosan 0,5-2 milliméteres tövisek ülnek. Az Euphorbia ingens tejszerű nedvet tartalmaz, mely az ember számára nagyon mérgező. A kis, zöldessárga virágai a legfelső szelvényeken ülnek. Ősztől télig virágzik. A vörös, háromnyúlványú, gömb alakú termése, lilává változik megéréskor.

## Életmódja
Ez a növényfaj igen jó szárazságtűrő. A természetes élőhelyei a félsivatagok és az elszáradó szavannák. Gyökereit a köves talajba vagy mélyen a homokba ereszti le. A növény megporzását a lepkék, méhek és egyéb rovarok végzik. A magvaival a madarak táplálkoznak. Több madárfaj is az ágaira készíti a fészkét. Egyes harkályfélék pedig odút vájnak belé.

## Képek

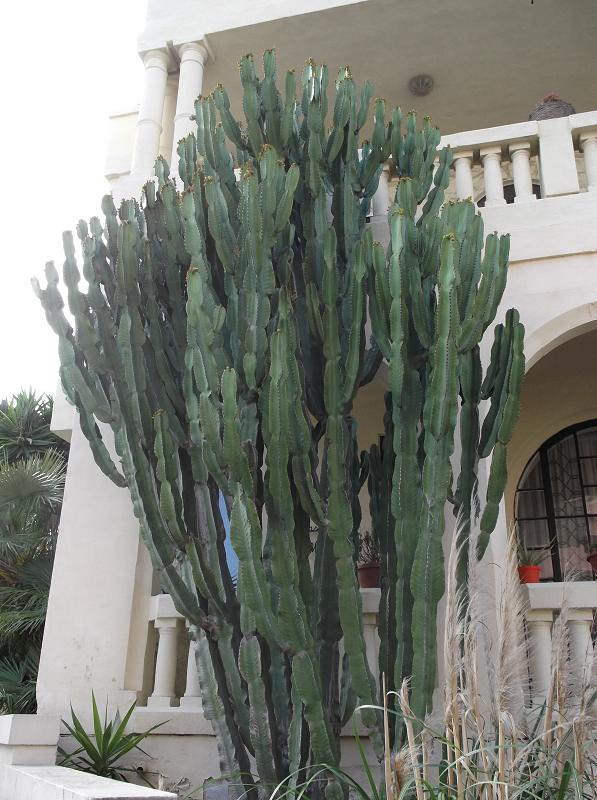
Fiatal és
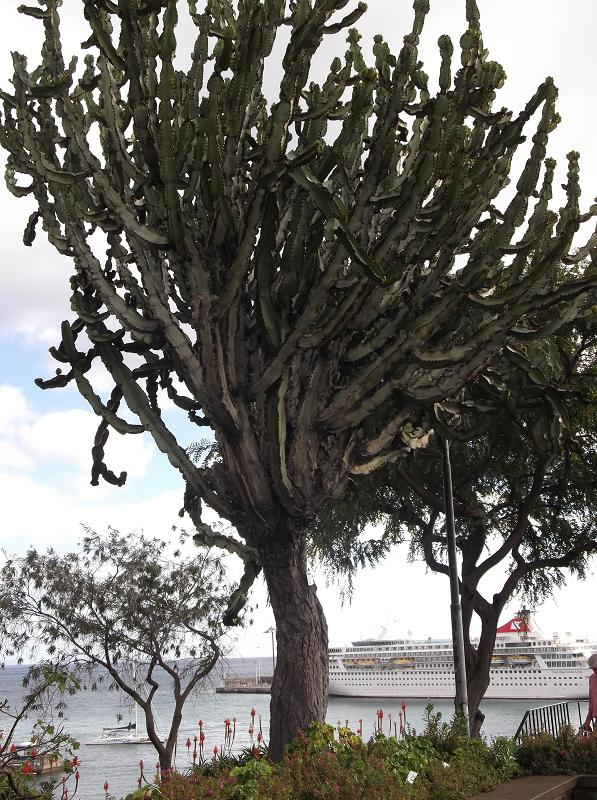
idős példányok
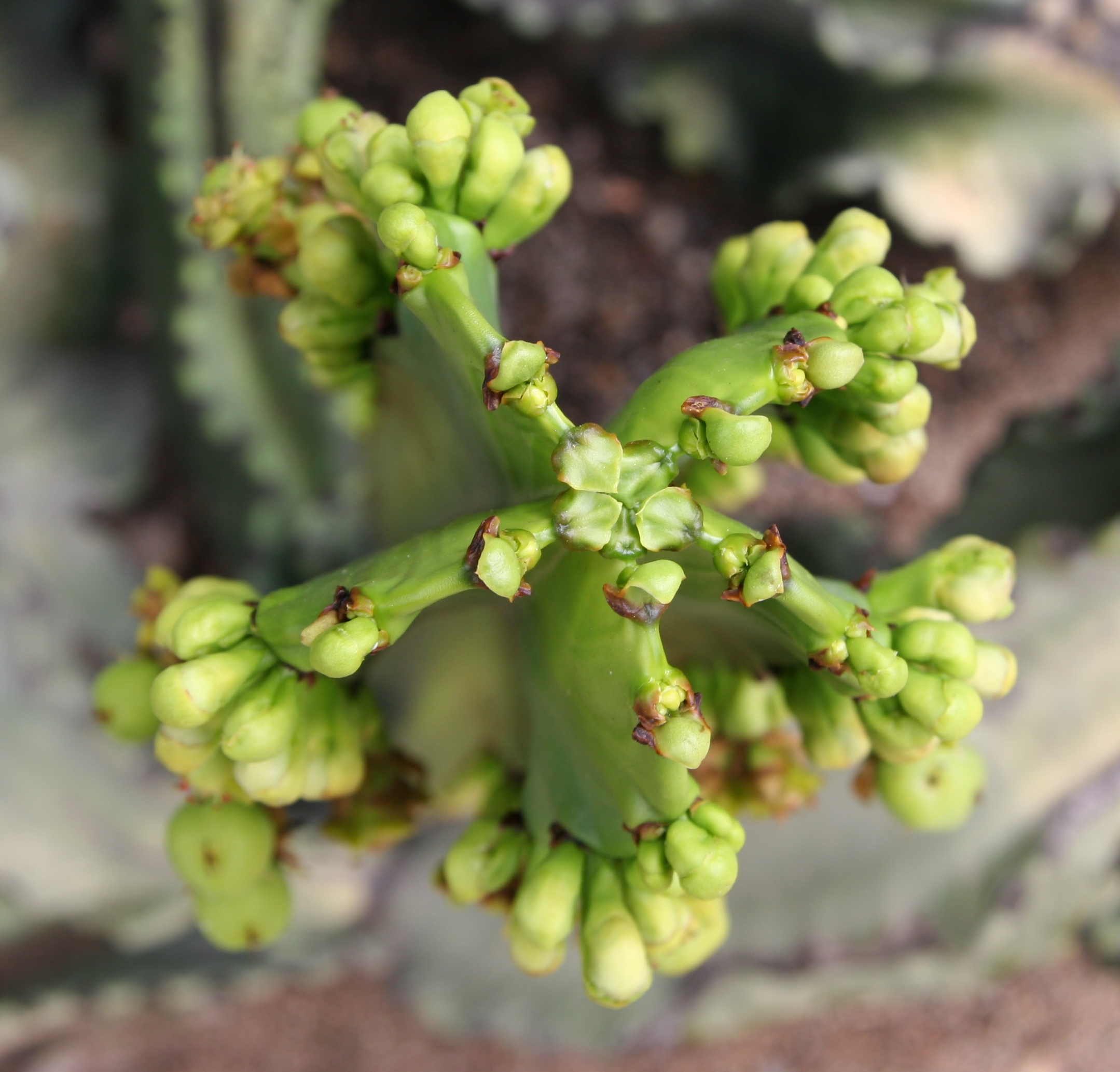
Virágai
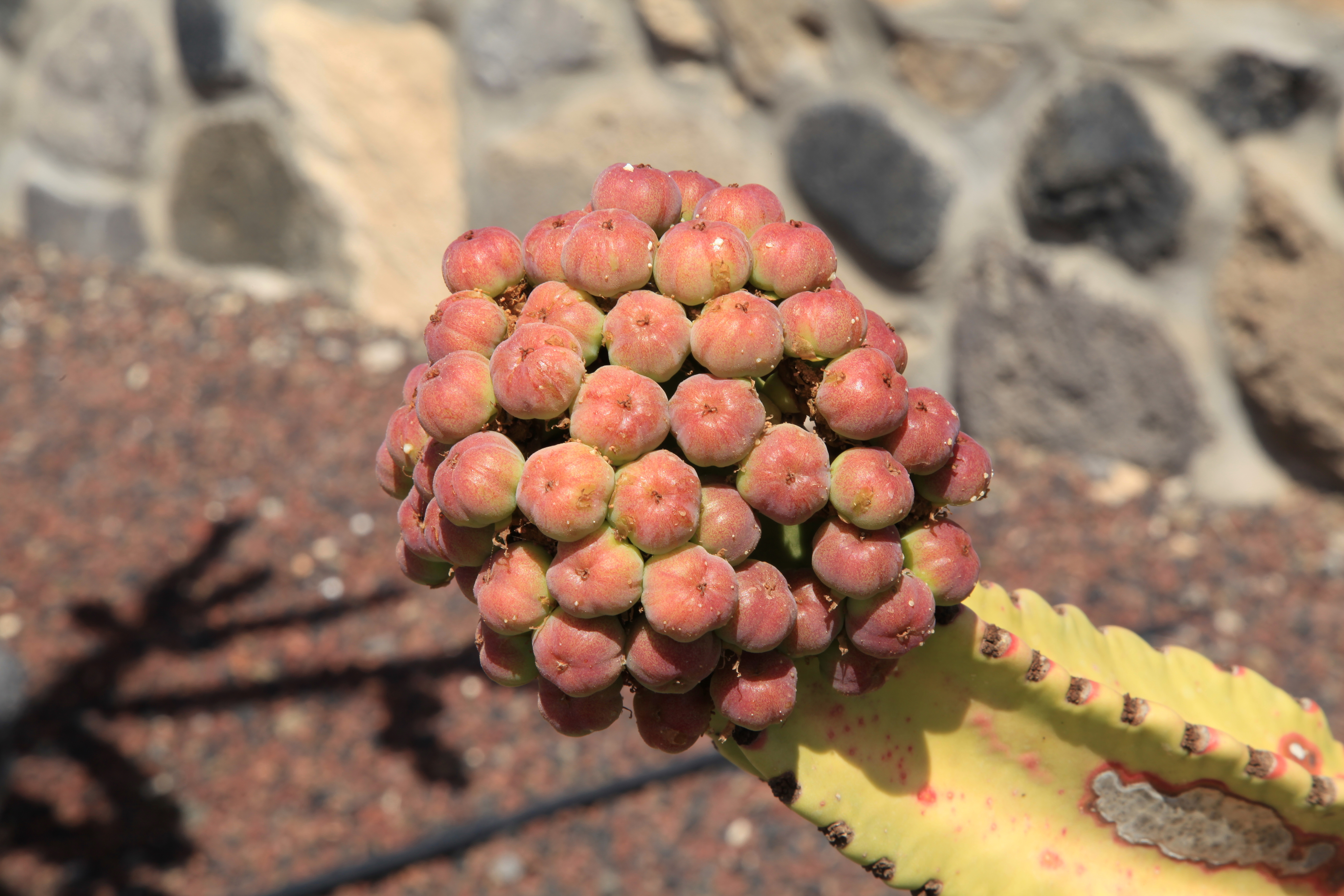
és termései

## Fordítás
- Ez a szócikk részben vagy egészben  az   Euphorbia ingens című angol Wikipédia-szócikk ezen változatának fordításán alapul.  Az eredeti cikk szerkesztőit annak laptörténete sorolja fel. Ez a jelzés csupán a megfogalmazás eredetét és a szerzői jogokat jelzi, nem szolgál a cikkben szereplő információk forrásmegjelöléseként.